# Retrato de Cosme I de Médici
El Retrato de Cosme I de Medici es una pintura del artista italiano Agnolo di Cosimo, conocido como Bronzino, acabado en 1545. Está albergado en la Galería Uffizi de Florencia, Italia.
En su posición de pintor de corte de los Médici, Bronzino fue autor de varios retratos del Duque Magnífico Cosimo I de Médici. En este, Cosme está representado en sus años jóvenes y, en palabra de Giorgio Vasari, está "vestido con armadura blanca y una mano sobre el casco". El retrato ha sido identificado como ejecutado en la villa medicea de Poggio a Caiano en 1545, y mencionado en algunas cartas.
El retrato está diseñado para mostrar el temperamento dominante y orgulloso del Duque Magnífico, con una luz lateral que brilla en su cara y en la armadura metálica.